# Política Europeia de Vizinhança

Política de Vizinhança da UE:
União Europeia
Candidatos à adesão à UE
Política de Vizinhança

A Política de Vizinhança da União Europeia (PEV) é uma estratégia comunitária através da qual se procura um estreitamento das relações entre a UE e os seus vizinhos, quer os da bacia Mediterrânea quer algumas ex-repúblicas soviéticas. Principalmente são países em desenvolvimento, alguns deles com perspectivas de incorporar futuramente a União Europeia.
Em 2013 eram 16 os países que a integravam: Argélia, Arménia, Azerbaijão, Bielorrússia, Egito, Geórgia, Israel, Jordânia, Líbano, Líbia, Moldávia, Marrocos, os territórios ocupados da Palestina, Síria, Tunísia e Ucrânia. Destes, 12 países tinham participação plena, enquanto a Argélia negocia o seu plano de ação e outros três (Bielorrússia, Síria e Líbia) permanecem fora da maior parte das suas estratégias.
A PEV apoia-se em planos de desenvolvimento regionais como a Associação Oriental, a União para o Mediterrâneo (EUROMED) e a Sinergia do Mar Negro.

## Objetivos e ações
A PEV consiste basicamente no apoio ao desenvolvimento destes países oferecendo-lhes assistência financeira, tendo em vista que se convertam possivelmente em estados componentes da União Europeia ou que pelo menos a sua economia fique vinculada à economia da UE.
As suas políticas cobrem uma ampla gama de setores: emprego, política social, comércio, política industrial, desenvolvimento agrícola e rural, alterações climáticas e meio ambiente. Incluem também programas de apoio em âmbitos como saúde, educação, cultura e juventude.